# 名優匯
名優匯（英語：YoBuy），官方名稱：粵澳名優產品博覽中心，是一個位於澳門青茂口岸澳門邊檢大樓六樓的商場。商場只設一層，面積約5,000平方米，涵蓋免稅店、連鎖超級市場、美食廣場、連鎖藥房、粵澳文化創意品牌以及直播電商基地等。

## 歷史
2020年5月25日，青茂口岸澳門一側的南聯檢大樓及粵澳名優產品博覽中心，由南粵集團承建，造價14.33億元。
2021年3月，南粵集團與日本連鎖免稅店樂購仕計劃於澳門設立合資專營公司，並獲獨家授權在粵澳名優博覽中心設立Laox澳門旗艦店，展銷日本保健、化妝、家電等系列暢銷產品。
2022年5月30日，貿易投資促進局表示，“粵澳名優產品博覽中心”已與項目營運方南粵集團簽訂租賃合同，正協調推進規劃、裝修等工作，中心落成後將設有粵澳及葡語國家名優產品展銷區和共同展示空間，可讓符合“澳門製造”、“澳門品牌”、“代理葡語國家”等本地企業，增加推廣及銷售渠道，與同區的商戶錯位發展，創造更好的營商環境。
2023年2月中旬，青茂口岸澳方邊檢大樓辦公商業區域正有序開展中央空調等主要系統工程，爭取在有關系統完工後，中心隨即投入運作。同時，推廣粵澳及葡語國家名優產品的展銷區之選品進駐工作正有序開展，亦在探索引入免稅店和餐飲服務等商業模式的安排，營運方正在與相關部門探討可行方案，助力引流拓客，促進口岸經濟發展。
2023年7月，青茂口岸澳門聯檢大樓辦公和商業區域資料曝光，當中「粵澳名優產品博覽中心」由早期計劃的佔用三層縮為一層。設於澳方口岸大樓6樓，推廣和銷售廣東特色產品、澳門製造、澳門品牌及葡語國家名優產品的同時，也預留空間研究引入免稅店等不同模式的商業元素，以吸引客流，促進口岸經濟發展。室內裝修工程方面已於同月啟動，待相關工程全部完成後，該中心擬計劃於2024年開始營運。
2024年3月下旬，經濟財政司表示粵澳名優商品中心預計在年內營運，收到申請進駐的企業主要涵蓋粵澳特色餐飲、澳門特色手信、免稅店、直播基地、超市零售、藥房等。
2024年10月，「粵澳名優產品博覽中心」仍尚未開業，建築面積為5,351平方米，包括引進直播基地、超市、免稅店、美妝店、藥房、手信店以及美食廣場等。當中美食廣場和部分民生商舖已開展試營運，在「辦公室區域」的電梯間已貼上「名優匯」美食街張貼廣告，惟在廣告上貼著「活動暫未開放敬請期待」的告示，有商場保安表示美食街只在工作日期間試營運。
2024年11月28日，名優匯正式試營業。
2024年12月27日，位於青茂口岸六樓的粵澳名優產品博覽中心（“名優匯”）正式開業，有超過35家知名品牌商家進駐，設有大型連鎖超市來來超級市場、美食廣場、藥房、粵澳文創品牌及直播電商基地等。
2025年7月11日，南粵明馬免稅店正式開業。

## 進駐商戶
- 來來超級市場
- 手信店
- 免稅店
- 藥房
- 直播電商基地
- 美食廣場

## 運作情況
2025年1月，名優匯營運超過一個月，可惜生意不如預期，有商戶認為商場人氣仍冷清，與關閘一帶門庭若市相比，未能吸引旅客到場遊逛消費，其中之一硬傷是居民旅客得乘搭升降機始能抵達，而不似青茂口岸的另一邊珠海站內的來魅力口岸城般在平面層；餐促面選擇多但價錢昂貴，加上藥房和手信類與中國大陸方面有重複，有意見應優化商場的店舖種類，如增設美妝店及飲料店、引入更多澳門特色產品和品牌，從而增加吸引力、競爭力和分流關閘離境人流。
2025年3月下旬，位於商場內的「悅美食」美食廣場陷入「開業即結業」的營運危機。十餘家商戶自2024年初簽約進駐以來，已投入近百萬資金籌備開業，卻因工程延期、牌照審批受阻及管理公司溝通失當，令項目淪為「爛尾」困局。據多名商戶反映，當初選擇落戶基於政府推動的「粵澳名優計劃」及周邊經屋、學校形成的潛在客流預期。簽約後商戶即按管理公司承諾的2024年4月開業時限，緊急完成裝修、設備採購及人員培訓。然而工程進度嚴重滯後，加上美食廣場綜合牌照審批受阻，開業日期竟延宕近一年，最後仍未能正式營運。招商投資促進局回應事件，指美食廣場營運方在2024年3月已提交牌照申請，但因商戶轉變，須補充圖則文件，延至2025年2月才獲發牌照，最終延至205年3月開業；期間局方一直向商戶提供協助及跟進服務，並已要求營運單位檢討相關工作。
2025年5月，商場自開業以來社會關注度不高，人流亦較一般，與珠海站的商場人流鼎盛形成巨大對比，更爆出商場內的13間美食廣場商戶懷疑與管理公司出現商業糾紛，多間商戶停業關門，令商場更顯冷清。據美食廣場某商戶透露「名優匯」是經濟及科技發展局授權給予招商投資促進局與南粵集團打造的項目，而南粵集團則找了一間名為鼎信控股國際集團有限公司作為管理公司，並進行美食廣場的招商事宜，美食廣場原定在2024年4月開業，期間一直拖延開業時間到2025年3月才正式開業，有商戶要求追討損失但管理公司和政府部門未有回應。人流情況差原因是免稅店尚未開業，午市時段生意非常差，更反映出商場管理公司宣傳推廣不足和管理不善。針對商場人流和營運情況不似預期，商場營運總監則透露場內面積約5,000多呎的免稅店基本完成裝修，爭取6月開業，希望政府增加支援並另於口岸多設指示牌，每月推出活動加強推廣吸引人流，以及接待旅行團到訪。

## 外部連結
- 廣東南粵集團 （页面存档备份，存于）
- 澳門招商投資促進局 （页面存档备份，存于）